# Amour parfait
Amour parfait (Amor Perfeito) est une telenovela brésilienne produite et diffusée entre le 20 mars 2023 et le 22 septembre 2023 sur TV Globo.
En France d'outre-mer, le feuilleton a été remonté en 60 épisodes de 45 minutes et diffusé entre le 17 août 2024 et le 15 mars 2025 puis rediffusée entre le 26 mai 2025 et le 15 juillet 2025 sur le réseau Outre-mer La Première.

## Synopsis
En 1934, Marê (Camila Queiroz), diplômée en commerce, retourne à San Jacinto pour reprendre l’hôtel familial. Son père Leonel la force à épouser Gaspar, un homme malveillant qui menace de révéler sa relation avec Orlando, un médecin noir. Gilda, la belle-mère ambitieuse de Marê, complote avec Gaspar pour assassiner Leonel et faire accuser Marê afin de s’emparer de l’héritage familial. Marê, enceinte, est emprisonnée et son enfant lui est retiré. Après huit ans, libérée, la jeune femme revient à São Jacinto pour se venger de Gilda, récupérer son héritage et retrouver son fils, avec l’aide de Júlio, son ami d’enfance amoureux d’elle. 

## Distribution

### Rôles principaux
| Acteur/Actrice      | Personnage                                                      |
| ------------------- | --------------------------------------------------------------- |
| Camila Queiroz      | Maria Elisa Rubião Gouveia (Marê)                               |
| Diogo Almeida       | Orlando Lopes Gouveia                                           |
| Mariana Ximenes     | Gilda Torquato Rubião / Shirley                                 |
| Thiago Lacerda      | Gaspar Evaristo                                                 |
| Daniel Rangel       | Júlio Medrado                                                   |
| Carmo Dalla Vecchia | Érico Requião                                                   |
| Ana Cecília Costa   | Verônica Medrado                                                |
| Paulo Betti         | Anselmo Evaristo                                                |
| Zezé Polessa        | Cândida Carneiro Evaristo                                       |
| Juliana Alves       | Wanda Pacheco                                                   |
| Bukassa Kabengele   | Promotor Sílvio Pacheco                                         |
| Allan Souza Lima    | Frei João (Feijão)                                              |
| Carol Castro        | Darlene Nogueira                                                |
| Lucy Ramos          | Lívia Albuquerque                                               |
| Beto Militani       | Delegado Ciro Albuquerque                                       |
| Babu Santana        | Frei Severo (Padrão)                                            |
| Tonico Pereira      | Frei Leão                                                       |
| Tony Tornado        | Frei Tomé                                                       |
| Antônio Pitanga     | Frei Vitório                                                    |
| Bernardo Berro      | Padre Donato (Papinha)                                          |
| Bárbara Sut         | Sônia Madureira                                                 |
| Isabel Fillardis    | Aparecida Madureira                                             |
| Alan Rocha          | Antônio Madureira                                               |
| João Fernandes      | Justino Madureira (Tino)                                        |
| Bruno Montaleone    | Ivan Evaristo                                                   |
| Paulo Mendes        | Luís Evaristo                                                   |
| Malu Dimas          | Adélia Batista                                                  |
| Iza Moreira         | Tânia Batista                                                   |
| Maria Gal           | Neiva Batista                                                   |
| Genézio de Barros   | Dr. Ítalo Miranda                                               |
| Jorge Florêncio     | Jesus Cristo                                                    |
| Chico Pelúcio       | Padre Diógenes                                                  |
| Francisco Torres    | Padre Euzébio                                                   |
| Mestre Ivamar       | Apolônio Batista (Popó)                                         |
| Cyda Moreno         | Celeste                                                         |
| Gustavo Arthidoro   | Ademar Monteiro                                                 |
| Carol Badra         | Ione Monteiro                                                   |
| Glicério do Rosário | Turíbio Fonseca                                                 |
| Raquel Karro        | Elza Fonseca                                                    |
| Bruno Quixotte      | Odilon Fernandes                                                |
| Cristiane Amorim    | Catarina Siqueira                                               |
| Rodrigo dos Santos  | Pedro Valente                                                   |
| Rose Lima           | Leonor                                                          |
| Talita Feuser       | Rita                                                            |
| Levi Asaf           | Marcelino de Assis Lopes Gouveia Rubião / Ângelo Gouveia Rubião |
| Ygor Marçal         | Manoel Madureira                                                |
| Vitória Pabst       | Clara Nogueira (Clarinha)                                       |
| Valentina Melleu    | Ana Monteiro (Aninha)                                           |
| Davi Queiroz        | Tobias Albuquerque / Samuel Valente                             |

### Participations spéciales
| Acteur/Actrice        | Personnage                         |
| --------------------- | ---------------------------------- |
| Paulo Gorgulho        | Leonel Rubião                      |
| Karen Marinho         | Maria Eugênia Rubião               |
| Kênia Bárbara         | Lucília Gouveia                    |
| Alexandre Borges      | Juscelino Kubitschek               |
| Dhu Moraes            | Carminha Laranjeira                |
| Mouhamed Harfouch     | Camilo Iglesias                    |
| Analu Prestes         | Olímpia Batista                    |
| Letícia Isnard        | Violeta Fernandes                  |
| Guilherme Piva        | Bem-Te-Vi                          |
| Gabz                  | Laura Pacheco (Laurinha)           |
| Pierre Baitelli       | Felipe Neves / Jair Queiroz        |
| Christovam Neto       | José Virgílio Lopes / José Gouveia |
| Titina Medeiros       | Alzira Soriano                     |
| Bruce Gomlevsky       | Dr. Milton                         |
| Yara Charry           | Augustina                          |
| Blaise Musipere       | Gregório                           |
| Priscilla             | Carmen Miranda                     |
| Jarbas Homem de Mello | Francisco Alves                    |
| Gillray Coutinho      | Romero                             |
| Domingos de Alcântara | Romeu Telles                       |
| Alexandre Britto      | Governador Benedito Valadares      |
| Roberto Frota         | Desembargador Jacó                 |
| Prazeres Barbosa      | Zélia                              |
| Cláudia Ventura       | Iolanda                            |
| Júlio Levy            | Dr. Edvaldo                        |
| Raquel Monteiro       | Sarah Kubitschek                   |
| João Carlos Artigos   | Benjamin de Oliveira               |
| Carol Garcia          | Lili Moreno                        |
| Marcelo Flores        | Carlito                            |
| Karen Coelho          | Alice Martinez / Mercedes Vilhena  |
| Dadá Coelho           | Mirtes                             |
| Rômulo Weber          | Nelson                             |
| Lêda Ribas            | Jaqueline Dipon (Madame Chantilly) |
| Gustavo Mello         | Delegado Lira                      |
| Guarnier              | Beto Cavaquinho                    |
| Alexandre Lino        | Dr. Péricles                       |
| Flávio Ozório         | Norberto Carreira                  |
| João Rodrigo Ostrower | Dr. Tadeu                          |
| Guto Galvão           | Aníbal                             |
| Pedro Sol Victorino   | Fabiano Fonseca                    |
| Tati Machado          | Dione                              |
| Robson Maia           | Sansão                             |
| Breno De Felippo      | Ronaldo                            |
| Thiago Justino        | Juiz Olavo                         |
| Marcelo Mello         | Belmiro Laborda                    |
| Kyvilin Pádilha       | Nadir                              |
| Iasmin Patacho        | Rosa                               |
| André Senna           | Ramón Martinez                     |
| Isaac Bernat          | Sérgio                             |
| Mário Hermeto         | Gusmão                             |
| André Teixeira        | Galdino                            |
| Darla Ferr            | Deolinda                           |
| Pedro Lobo            | Toninho                            |
| Adriana de Broux      | Hermínia                           |
| Marcelo Argenta       | Dr. Clóvis                         |
| Pedro David           | Jornaleiro                         |
| Geovanna Zampenini    | Benedita                           |
| Amaurih Oliveira      | Fernando Altieri                   |
| Xando Graça           | Juiz                               |
| Cláudio Cinti         | Reitor                             |
| Nado Grimberg         | Diretor da ferroviária             |
| Allan Pelegrino       | Diretor do cartório                |
| Anita Ferraz          | Marê (adolescente)                 |
| Luiza Zimerman        | Gilda (criança)                    |
| Pedro Lins            | Érico (jovem)                      |
| Henrique Fraga        | Romeu (jovem)                      |
| Gabriela Motta        | Tânia (criança)                    |
| Fernando Pagels       | Luís (criança)                     |

## Version française
La version française est assurée par Studio Plug-in au Maroc.
Avec les voix de Dounia Elmedkouri, Guillaume Escaffre, Jean-Albert Margaine, Claire Staub, Paul Nguyen, Sophie Pastrana, Serge Barreau, Gabriel Delmas, Mounia Bennis, Martin Girard, Anouar Akerrouach, Damien Malglaive, Hamza Toujri, Adrien Caminada, Brahim Bihi, Corinne Troisi, Anna Fhima, Frédéric Coconier, Rodolphe Abbassi et Elias Pilven.